# Palazzo Modello
Palazzo Modello è un palazzo storico sito in piazza Unità d'Italia a Trieste, in Friuli-Venezia Giulia.

## Storia

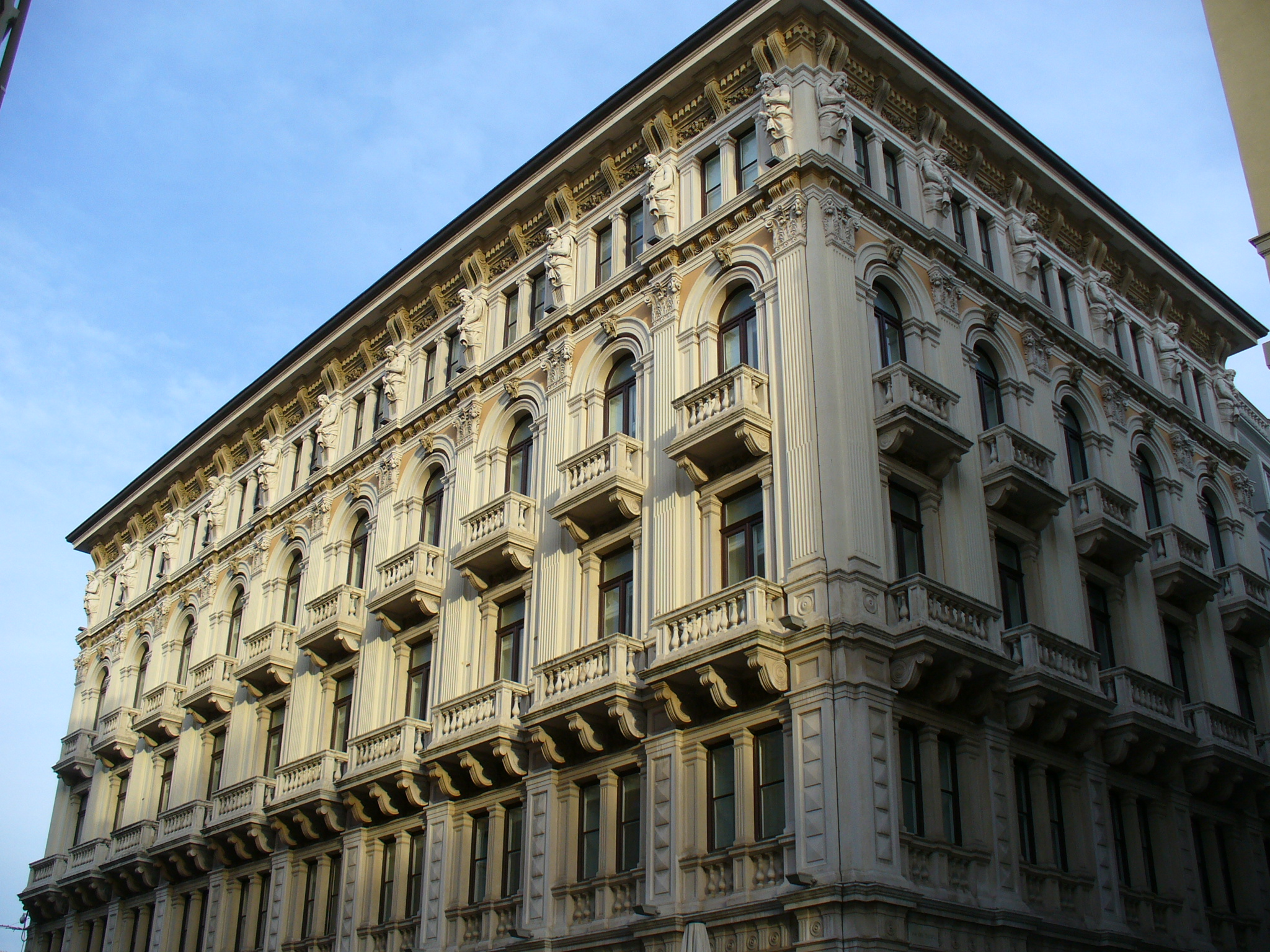
I prospetti su Capo di Piazza e Via del Teatro

Il palazzo, situato tra Palazzo Stratti e il palazzo del municipio, venne costruito tra il 1871 e il 1872 durante i lavori di riqualificazione urbanistica della piazza. L'edificio si trova nel sito un tempo occupato da una cappella tardomedievale dedicata a San Pietro - da cui derivava l'originale nome di piazza San Pietro - e da una seicentesca chiesa dedicata a San Rocco.
In seguito alla demolizione dei due edifici religiosi nel 1870, il Comune di Trieste, proprietario dell'area, incaricò l'architetto Giuseppe Bruni di progettare un palazzo che agisse da modello per gli altri edifici che sarebbero stati realizzati intorno alla piazza negli anni seguenti. Lo stile eclettico delle facciate venne infatti ripreso sia nell'Hotel Garni (in seguito rinominato Hotel Vanoli e poi Grand Hotel Duchi d'Aosta) progettato l'anno seguente da Eugenio Geiringer e Giovanni Righetti, sia nel Palazzo del Municipio realizzato su progetto dello stesso Giuseppe Bruni tra il 1873 e il 1875.
Il palazzo fu terminato nel 1872 e inizialmente adibito ad albergo: l'Hotel Delòrme, così chiamato dal nome del proprietario il francese Antonio Delòrme, era al tempo rinomato per i prezzi accessibili nonostante gli ambienti di pregio e raffinati.
Dopo la chiusura dell'hotel nel 1912 il comune utilizzò i piani superiori per i propri uffici, mentre il piano terra ospitava dei locali commerciali. Negli anni 2000, dopo che un incendio vi aveva causato notevoli danni, il comune decise di vendere il palazzo, che venne acquistato dalla società di distribuzione servizi Acegas - Aps. La società, divenuta nel 2014 AcegasApsAmga, ha ristrutturato l'immobile  stabilendovi la propria sede direzionale.

## Descrizione
L'edificio è caratterizzato da tre prospetti decorati in modo analogo, che affacciano su Via del Teatro, Capo di Piazza e Piazza Unità d'Italia, mentre il quarto lato è addossato a Palazzo Stratti. 
Verticalmente il palazzo consiste in quattro piani oltre al piano terra, caratterizzati da stili diversi. Le finestre del secondo e del terzo piano sono dotate di terrazzini sorretti da mensole a voluta. Tra le finestre si trovano delle lesene decorate a bugnato a livello del piano terra e del primo piano e scanalate terminanti con un capitello corinzio nei due piani superiori. In corrispondenza dell'ultimo piano al posto delle lesene si trovano una serie di telamoni scolpiti nella curiosa posizione scaramantica di toccarsi i genitali.
 
I prospetti terminano con un cornicione decorato con motivi floreali.